# Boiga dendrophila
Serpent des palétuviers
Espèce
Synonymes
- Dipsas dendrophila Boie, 1827
- Triglyphodon gemmi-cinctum Duméril, Bibron & Duméril, 1854
- Dipsadomorphus dendrophilus var. annectens Boulenger, 1896
- Dipsadomorphus dendrophilus var. melanotus Boulenger, 1896
- Dipsadomorphus dendrophilus var. multicinctus Boulenger, 1896
- Dipsadomorphus dendrophilus var. latifasciatus Boulenger, 1896
- Naja celebensis Ahl, 1933

Boiga dendrophila  ou serpent des mangroves ou serpent des palétuviers est une espèce de serpents de la famille des Colubridae.
Cette couleuvre est venimeuse. Chez l'homme la morsure provoque souvent des symptômes douloureux mais elle n'est pas considérée comme dangereuse (aucun cas de décès n'a été enregistré).

## Répartition
Cette espèce se rencontre au Brunei, au Cambodge, en Inde, en Indonésie, en Malaisie, aux Philippines, à Singapour, en Thaïlande et au Viêt Nam.

## Habitat
Ce serpent vit dans les forêts tropicales humides et les forêts riveraines. Il est très abondant dans la mangrove d'où son nom de serpent des palétuviers.

## Description

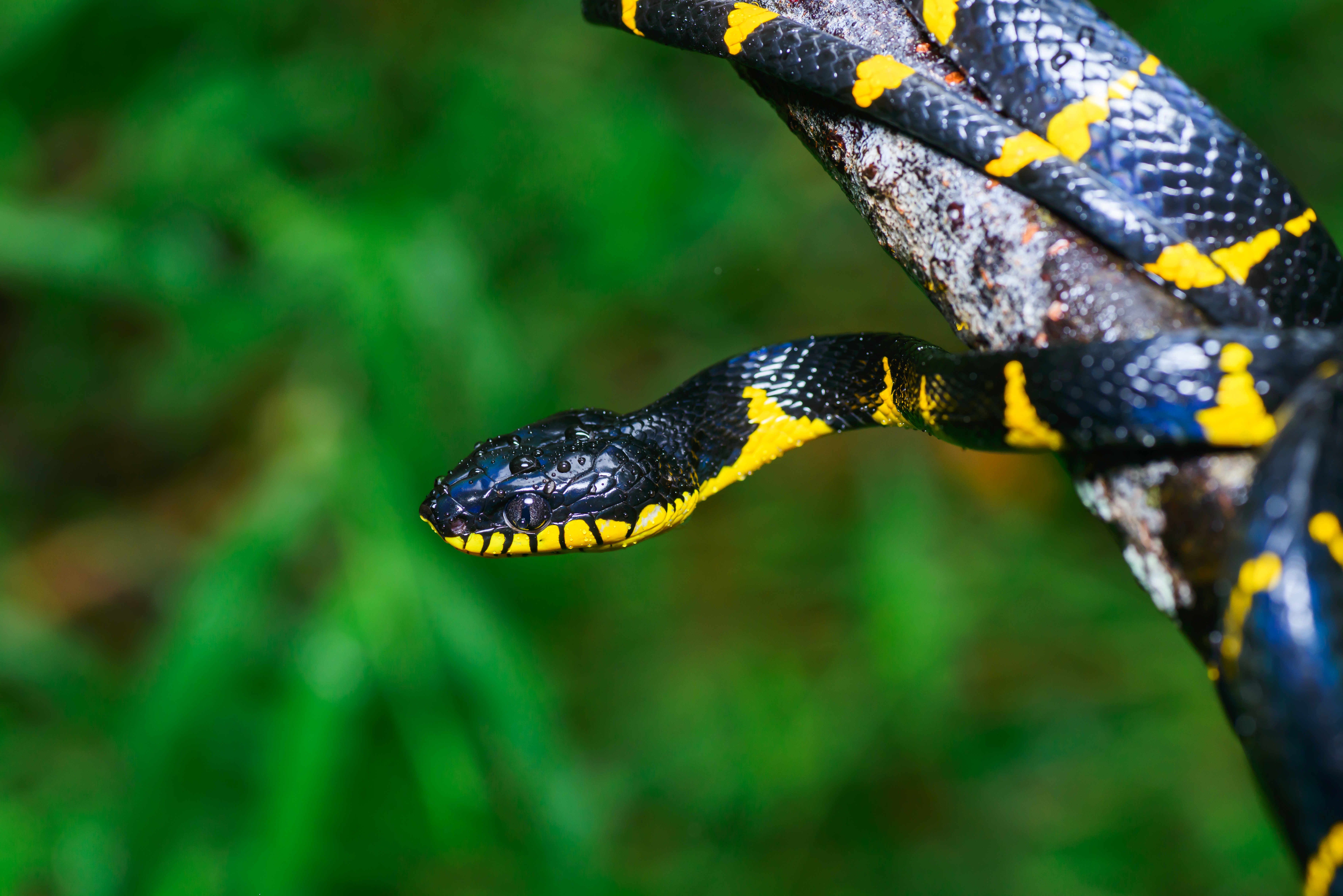
Serpent des palétuviers Boiga dendrophila, parc national de Khao Sok, Thaïlande

Ce serpent arboricole et forestier est l'un des plus grands serpents chats.
Boiga dendrophila peut atteindre 2,30 mètres de long. Son dos est brun sombre à noir, avec de fines bandes transversales jaunes. Son ventre est jaune.
Il est souvent enroulé sur les branches des arbres et dans les buissons le long des berges.
C'est un serpent nocturne qui se nourrit de petits mammifères tels les rats et les souris, de poissons, d'amphibiens, de lézards et d'oiseaux.
Les femelles sont ovipares et elles pondent de 4 à 15 œufs dans la litière, les arbres creux et les souches en décomposition.

## Confusion possible
Si Boiga dendrophila est un serpent considéré comme non dangereux, il ne faut pas le confondre avec Bungarus fasciatus et d'autres bongares qui partagent sont aire de répartition et qui sont, quant à eux, très dangereux.

## Liste des sous-espèces
Selon The Reptile Database (12 février 2014) :
- Boiga dendrophila annectens (Boulenger, 1896) - île de Bornéo

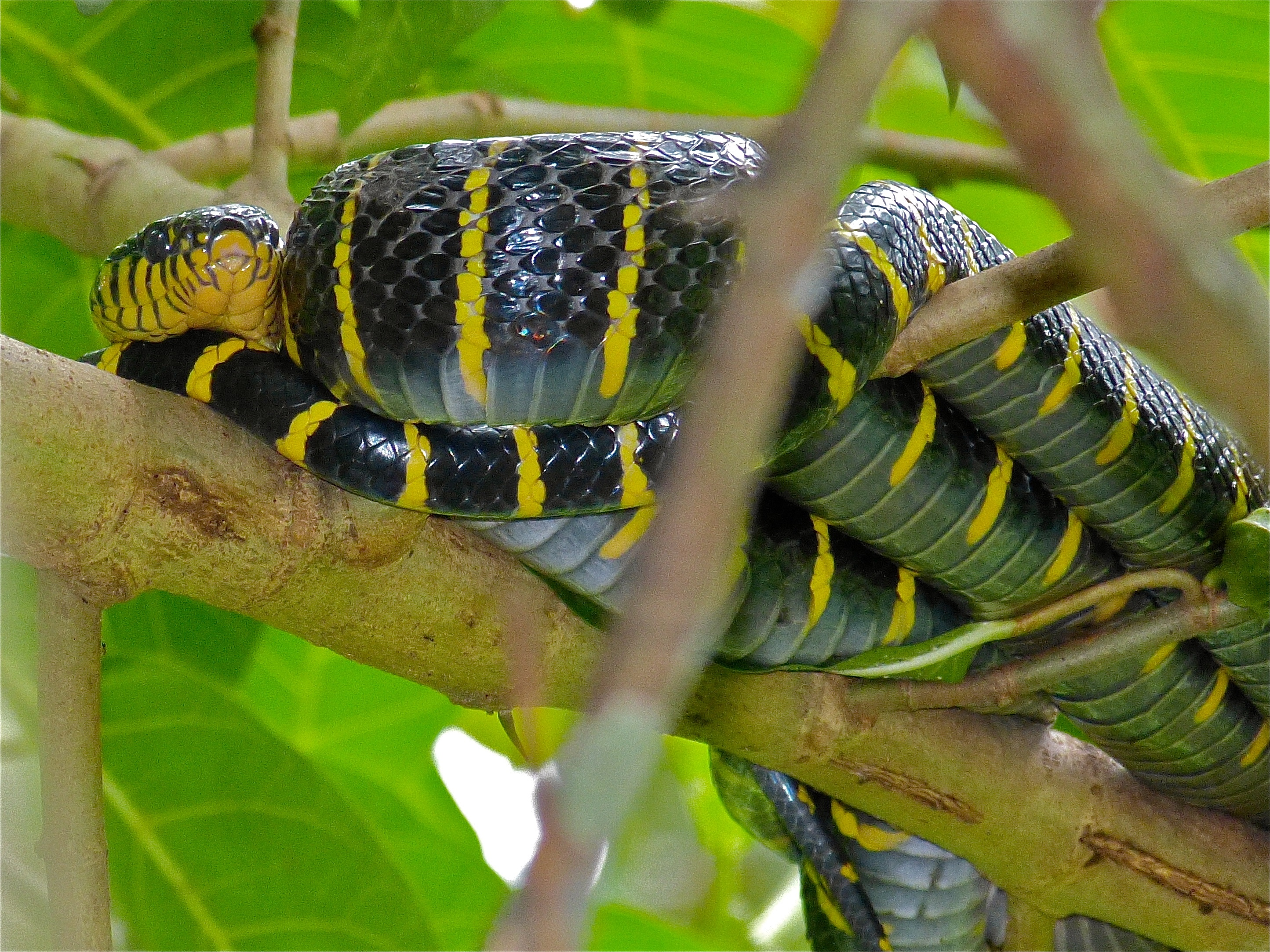
Boiga dendrophila annectens, Sabah, Malaisie

- Boiga dendrophila dendrophila (Boie, 1827) - ile de Java
- Boiga dendrophila divergens Taylor, 1922 - Philippines
- Boiga dendrophila gemmicincta (Duméril, Bibron & Duméril, 1854) - îles de Sulawesi et Togian
- Boiga dendrophila latifasciata (Boulenger, 1896) - île de Mindanao
- Boiga dendrophila levitoni Gaulke, Demegillo & Vogel, 2005 - îles de Panay (et peut être d'autres îles avoisinantes)
- Boiga dendrophila melanota (Boulenger, 1896) - Asie du Sud-Est, île de Sumatra, Singapour
- Boiga dendrophila multicincta (Boulenger, 1896) - Philippines
- Boiga dendrophila occidentalis Brongersma, 1934 - Indonésie

## Étymologie
La sous-espèce Boiga dendrophila levitoni est nommée en l'honneur d'Alan Edward Leviton.

## Publications originales
- Ahl, 1933 : Ergebnisse der Celebes und Halmahera Expedition Heinrich 1930-32. Reptilien und Amphibien. Mitteilungen aus dem Zoologischen Museum in Berlin, vol. 19, p. 577-583.
- Boie, 1827 : Bemerkungen über Merrem's Versuch eines Systems der Amphibien, 1. Lieferung: Ophidier. Isis von Oken, Jena, vol. 20, p. 508-566 (texte intégral).
- Boulenger, 1896 : Catalogue of the snakes in the British Museum. London, Taylor & Francis, vol. 3, p. 1-727 (texte intégral).
- Brongersma, 1934 : Contributions to Indo-Australian herpetology. Zoologische Mededelingen, vol. 17, p. 161-251 (texte intégral).
- Duméril, Bibron & Duméril, 1854 : Erpétologie générale ou histoire naturelle complète des reptiles. Tome septième. Deuxième partie, p. 781-1536 (texte intégral).
- Gaulke, Demegillo & Vogel, 2005 : Eine neue Unterart der Mangroven-Nachtbaumnatter von den Philippinen. Herpetofauna, vol. 25, no 143, p. 5-16 (texte intégral).
- Taylor, 1922 : The snakes of the Philippine Islands. Manila (Bureau of Printing or Science), Monograph, vol. 16, p. 1-312 (texte intégral).